# Square Lagarde
Le square Lagarde est une voie du 5e arrondissement de Paris située dans le quartier du Val-de-Grâce.

## Situation et accès
Le square Lagarde est desservi à proximité par la ligne de métro 7 à la station Censier - Daubenton.

## Origine du nom

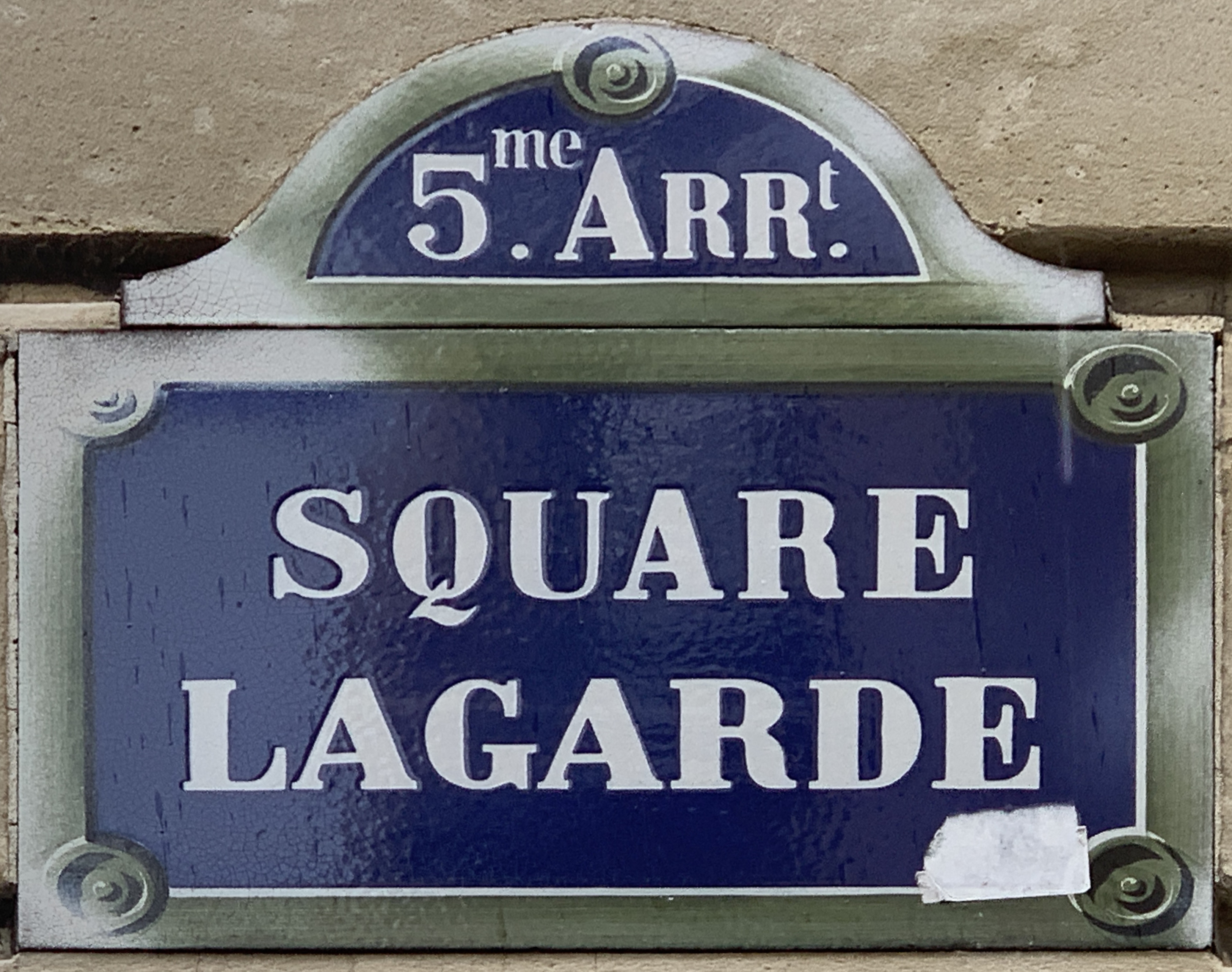
Plaque de la voie.

Ce square doit son nom à un propriétaire local.

## Historique
Cette voie a été ouverte en 1903. La circulation y est interdite depuis 1982 et la voie est dédiée aux immeubles l'environnant, tous dessinés par l'architecte Georges Hennequin.